# Ungmennafélag Selfoss (calcio femminile)
L'Ungmennafélag Selfoss Kvenna, citato come UMF Selfoss e conosciuto anche semplicemente come Selfoss, è la squadra di calcio femminile della polisportiva islandese Ungmennafélag Selfoss, con sede a Selfoss, località principale del comune di Árborg nella regione di Suðurland. Iscritta per la stagione 2024 alla Besta deild kvenna, livello di vertice del campionato islandese di calcio ferminile, ha raggiunto in quella stagione il miglior risultato in campionato, con il terzo posto, e conquistato il suo primo trofeo nazionale, la coppa d'Islanda.

## Palmarès
- Campionato islandese femminile di seconda divisione: 1

2011
- Coppa d'Islanda: 1

2019
- Supercoppa islandese: 1

2020

## Organico

### Rosa 2020
| N. |                        | Ruolo | Calciatrice                |
| -- | ---------------------- | ----- | -------------------------- |
| 1  | Stati Uniti (bandiera) | P     | Kaylan Jenna Marckese      |
| 4  | Stati Uniti (bandiera) | A     | Tiffany Janea MC Carty     |
| 6  | Islanda (bandiera)     | D     | Bergrós Ásgeirsdóttir      |
| 7  | Islanda (bandiera)     | D     | Anna María Friðgeirsdóttir |
| 8  | Islanda (bandiera)     | C     | Clara Sigurðardóttir       |
| 10 | Islanda (bandiera)     | C     | Barbára Sól Gísladóttir    |
| 12 | Islanda (bandiera)     | C     | Dagný Brynjarsdóttir       |
| 13 | Islanda (bandiera)     | P     | Margrét Ósk Borgþórsdóttir |
| 14 | Islanda (bandiera)     | C     | Karitas Tómasdóttir        |
| 15 | Islanda (bandiera)     | D     | Unnur Dóra Bergsdóttir     |
| 16 | Islanda (bandiera)     | C     | Selma Friðriksdóttir       |

| N. |                        | Ruolo | Calciatrice                   |
| -- | ---------------------- | ----- | ----------------------------- |
| 18 | Islanda (bandiera)     | C     | Magdalena Anna Reimus         |
| 19 | Islanda (bandiera)     | A     | Eva Lind Elíasdóttir          |
| 20 | Islanda (bandiera)     | C     | Helena Hekla Hlynsdóttir      |
| 21 | Islanda (bandiera)     | C     | Þóra Jónsdóttir               |
| 22 | Islanda (bandiera)     | C     | Erna Guðjónsdóttir            |
| 24 | Islanda (bandiera)     | D     | Áslaug Dóra Sigurbjörnsdóttir |
| 25 | Islanda (bandiera)     | D     | Halldóra Birta Sigfúsdóttir   |
| 26 | Islanda (bandiera)     | A     | Hólmfríður Magnúsdóttir       |
| 29 | Islanda (bandiera)     | D     | Anna Björk Kristjánsdóttir    |
|    | Stati Uniti (bandiera) | P     | Kelsey Wys                    |